# Midlands (ort)
Midlands är en ort i Mauritius.   Den ligger i distriktet Plaines Wilhems, i den sydvästra delen av landet, 19 km söder om huvudstaden Port Louis. Midlands ligger 435 meter över havet och antalet invånare är 4 546. Den ligger på ön Mauritius.
Terrängen runt Midlands är platt åt nordväst, men åt sydost är den kuperad. Terrängen runt Midlands sluttar österut. Runt Midlands är det ganska tätbefolkat, med 104 invånare per kvadratkilometer. Närmaste större samhälle är Curepipe, 5,2 km väster om Midlands. I omgivningarna runt Midlands växer i huvudsak städsegrön lövskog.